# Matteo Darmian
Matteo Darmian (phát âm tiếng Ý: [matˈtɛo darˈmjan]; sinh ngày 3 tháng 12 năm 1989) là cầu thủ bóng đá Ý chơi ở vị trí hậu vệ cánh cho câu lạc bộ Inter Milan và đội tuyển bóng đá quốc gia Ý.
Mặc dù, Darmian bắt đầu sự nghiệp ở ví trị trung vệ, anh hiện nay chơi ở cả hai vị trí hậu vệ trái và phải.
Anh bắt đầu sự nghiệp trong màu áo Câu lạc bộ A.C. Milan, anh tham dự giải Serie A năm 17 tuổi. Năm 2009, anh thi đấu cho Calcio Padova, đội bóng mà anh đã giúp tránh xuống hạng Serie B trong mùa giải duy nhất của anh ấy ở đó. Sau đó anh trở lại Serie A với Palermo và một năm sau đó với Torino. Anh chuyển đến Manchester United vào tháng 7 năm 2015.
Anh tham dự hầu hết các nhóm tuổi trong màu áo đội tuyển bóng đá quốc gia Ý. Darmian ra mắt đội tuyển bóng đá quốc gia Ý vào tháng 5 năm 2014 ở FIFA World Cup 2014.

## Tuổi thơ
Sinh ra trong một gia đình có nguồn gốc Armenia, Anh lớn lên chơi bóng đá tại quảng trường chính ở Rescaldina và được đào tạo bởi người cha Giovanni (là một trong những huấn luyện viên của Oratorio). Anh được phát hiện bởi thủ môn Beniamino Abate (một thủ môn cũ của A.C. Milan có nhiệm vụ dò thám các tài năng trẻ ở vùng Lombardy).

## Đến Manchester United
Vào ngày 10 tháng 7 năm 2015, Huấn luyện viên Manchester United là ông Louis van Gaal khẳng định với truyền thông ý định của câu lạc bộ là chiêu mộ Darmian từ Torino, trong buổi họp báo ra mắt tân binh Memphis Depay. Ông có được chữ ký hợp lệ của Darmian vào ngày hôm sau với giá chuyển nhượng 12,9 triệu Bảng Anh.

### Parma
Ngày 2 tháng 9 năm 2019, Darmian trở về Ý thi đấu cho câu lạc bộ Parma theo bản hợp đồng có thời hạn 4 năm.

## Phong cách chơi bóng
Mặc dù, anh khởi đầu chơi ở vị trí Trung vệ, trong những năm gần đây Darmian đã chơi hậu vệ ở hai cánh nhưng anh thích chơi bên phải hơn. Anh được biết đến với công thủ toàn diện, nhãn quang chiến thuật, tốc độ và nền tảng thể lực tốt, các thông số trận đấu được so sánh với hậu vệ cánh huyền thoại người Ý Antonio Cabrini và Paolo Maldini. Trong mùa giải 2012-13, Darmian Tắc bóng thành công mỗi trận (5.3) đứng đầu năm giải đấu của Châu Âu.

## Thống kê sự nghiệp

### Câu lạc bộ
Tính đến ngày 2 tháng 9 năm 2019
| Câu lạc bộ          | Mùa giải            | Vô địch quốc gia    | Vô địch quốc gia | Vô địch quốc gia | Cúp quốc gia | Cúp quốc gia | Cúp liên đoàn | Cúp liên đoàn | Cúp châu Âu | Cúp châu Âu | Khác    | Khác   | Tổng cộng | Tổng cộng |
| Câu lạc bộ          | Mùa giải            | Hạng đấu            | Số trận          | Số bàn           | Số trận      | Số bàn       | Số trận       | Số bàn        | Số trận     | Số bàn      | Số trận | Số bàn | Số trận   | Số bàn    |
| ------------------- | ------------------- | ------------------- | ---------------- | ---------------- | ------------ | ------------ | ------------- | ------------- | ----------- | ----------- | ------- | ------ | --------- | --------- |
| Milan               | 2006–07             | Serie A             | 1                | 0                | 1            | 0            | —             | —             | 0           | 0           | —       | —      | 2         | 0         |
| Milan               | 2007–08             | Serie A             | 0                | 0                | 1            | 0            | —             | —             | 1           | 0           | 0       | 0      | 2         | 0         |
| Milan               | 2008–09             | Serie A             | 3                | 0                | 0            | 0            | —             | —             | 0           | 0           | —       | —      | 3         | 0         |
| Milan               | Tổng cộng           | Tổng cộng           | 4                | 0                | 2            | 0            | —             | —             | 1           | 0           | 0       | 0      | 7         | 0         |
| Padova (mượn)       | 2009–10             | Serie B             | 20               | 1                | 0            | 0            | —             | —             | —           | —           | 2       | 0      | 22        | 1         |
| Palermo             | 2010–11             | Serie A             | 11               | 0                | 1            | 0            | —             | —             | 4           | 0           | —       | —      | 16        | 0         |
| Torino              | 2011–12             | Serie B             | 33               | 1                | 1            | 0            | —             | —             | —           | —           | —       | —      | 34        | 1         |
| Torino              | 2012–13             | Serie A             | 30               | 0                | 2            | 0            | —             | —             | —           | —           | —       | —      | 32        | 0         |
| Torino              | 2013–14             | Serie A             | 37               | 0                | 1            | 0            | —             | —             | —           | —           | —       | —      | 38        | 0         |
| Torino              | 2014–15             | Serie A             | 33               | 2                | 1            | 0            | —             | —             | 13          | 3           | —       | —      | 47        | 5         |
| Torino              | Tổng cộng           | Tổng cộng           | 133              | 3                | 5            | 0            | —             | —             | 13          | 3           | —       | —      | 151       | 6         |
| Manchester United   | 2015–16             | Premier League      | 28               | 1                | 3            | 0            | 1             | 0             | 7           | 0           | —       | —      | 39        | 1         |
| Manchester United   | 2016–17             | Premier League      | 18               | 0                | 2            | 0            | 2             | 0             | 7           | 0           | 0       | 0      | 29        | 0         |
| Manchester United   | 2017–18             | Premier League      | 8                | 0                | 2            | 0            | 3             | 0             | 3           | 0           | 1       | 0      | 17        | 0         |
| Manchester United   | 2018–19             | Premier League      | 6                | 0                | 1            | 0            | 0             | 0             | 0           | 0           | —       | —      | 7         | 0         |
| Manchester United   | 2019–20             | Premier League      | 0                | 0                | —            | —            | —             | —             | —           | —           | —       | —      | 0         | 0         |
| Manchester United   | Tổng cộng           | Tổng cộng           | 60               | 1                | 8            | 0            | 6             | 0             | 17          | 0           | 1       | 0      | 92        | 1         |
| Parma               | 2019–20             | Serie A             | 0                | 0                | 0            | 0            | —             | —             | —           | —           | —       | —      | 0         | 0         |
| Tổng cộng sự nghiệp | Tổng cộng sự nghiệp | Tổng cộng sự nghiệp | 228              | 5                | 16           | 0            | 6             | 0             | 35          | 3           | 3       | 0      | 288       | 8         |

1. 1 2  Ra sân ở UEFA Champions League
2. ↑  Ra sân ở các trận play-off Serie B
3. 1 2 3  Ra sân ở UEFA Europa League
4. ↑  6 trận ở UEFA Champions League, 1 trận ở UEFA Europa League
5. ↑  Ra sân ở Siêu cúp châu Âu

### Quốc tế
Tính đến ngày 24 tháng 3 năm 2024
| Đội tuyển quốc gia | Năm       | Số trận | Số bàn |
| ------------------ | --------- | ------- | ------ |
| Ý                  | 2014      | 9       | 0      |
| Ý                  | 2015      | 10      | 1      |
| Ý                  | 2016      | 8       | 0      |
| Ý                  | 2017      | 9       | 0      |
| Ý                  | 2023      | 5       | 1      |
| Ý                  | 2024      | 1       | 0      |
| Tổng cộng          | Tổng cộng | 42      | 2      |

### Bàn thắng quốc tế
Tính tới trận đấu ngày 20 tháng 11 năm 2023. Tỷ số của Ý viết trước, cột bàn thắng cho biết tỷ số sau mỗi bàn thắng của Darmian.
| STT | Ngày                 | Sân                                         | Đối thủ       | Bàn thắng | Tỷ số | Khuôn khổ                |
| --- | -------------------- | ------------------------------------------- | ------------- | --------- | ----- | ------------------------ |
| 1   | 10 tháng 10 năm 2015 | Sân vận động Olympic Baku, Baku, Azerbaijan | Azerbaijan    | 3–1       | 3–1   | Vòng loại UEFA Euro 2016 |
| 2   | 20 tháng 11 năm 2023 | Sân vận động Olimpico, Roma, Ý              | Bắc Macedonia | 1–0       | 5–2   | Vòng loại UEFA Euro 2024 |

## Danh hiệu

### Câu lạc bộ
Manchester United
- FA Cup: 2015–16
- EFL Cup: 2016–17
- FA Community Shield: 2016
- UEFA Europa League: 2016–17

Inter Milan
- Serie A: 2020–21, 2023–24[22]
- Coppa Italia: 2021–22, 2022–23
- Supercoppa Italiana: 2021, 2022, 2023

### Quốc gia
U-20 Ý
- Mediterranean Games Á quân: 2009[23]

Đội tuyển quốc gia Ý
- UEFA Nations League: Hạng ba UEFA Nations League 2022–23

### Cá nhân
- Serie A Đội hình tiêu biểu: 2013–14,[24] 2014–15[25]
- Pallone Azzurro: 2014[26]